# Большечураковский сельский округ
Большечураковский се́льский окру́г (каз. Большой Чураков ауылдық округі) — административно-территориальная единица в составе Алтынсаринского района Костанайской области Казахстана. Административный центр — село Большая Чураковка.

## История
Согласно переписи населения 1989 года существовал как Большечураковский сельсовет в составе трёх населённых пунктов: Большая Чураковка, Новониколаевка, Осиповка.
Совместным постановление акимата Костанайской области от 18 декабря 2019 года № 5 и решением маслихата Костанайской области от 18 декабря 2019 года № 456 «Об изменениях в административно-территориальном устройстве Костанайской области» в состав Большечураковского сельского округа вошли сёла Приозёрное и Кубековка.

## Состав
| № | Населённый пункт  | Тип населённого пункта       | Код КАТО  | Географические координаты       | Население, чел. (2021 г.) |
| - | ----------------- | ---------------------------- | --------- | ------------------------------- | ------------------------- |
| 1 | Большая Чураковка | село, административный центр | 393235100 | 53°03′08″ с. ш. 64°20′10″ в. д. | ↘1443                     |
| 2 | Кубековка         | село                         | 393253300 | 52°49′15″ с. ш. 64°23′01″ в. д. | ↘82                       |
| 3 | Новониколаевка    | село                         | 393235200 | 53°00′43″ с. ш. 64°23′09″ в. д. | ↘106                      |
| 4 | Осиповка          | село                         | 393235300 | 53°02′52″ с. ш. 64°29′13″ в. д. | ↘72                       |
| 5 | Приозёрное        | село                         | 393253100 | 52°51′34″ с. ш. 64°32′45″ в. д. | ↘251                      |